# Маньчжоу-Го
Маньчжо́у-Го (Государство Маньчжу́рия, кит. 滿洲國, пинь. Mǎnzhōuguó, яп. 満州国, ром. Manshūkoku, маньчж. ᠮᠠᠨᠵᡠ
ᡤᡠᡵᡠᠨ / manju gurun; с 1934 — Великая Маньчжурская империя, кит. 大滿洲帝國, пинь. Dà Mǎnzhōu dìguó, палл. Даманьчжоу-диго, яп. 大満州帝国, ром. Dai Manshū teikoku) — империя, образованная под влиянием японской военной администрации на территории Маньчжурии; существовала с 1 марта 1932 года по 19 августа 1945 года. Граничила с Японией, Монголией, СССР, Мэнцзяном и Китаем.
Столица — Синьцзин (ныне Чанчунь); во главе государства был поставлен последний китайский император (из маньчжурской династии Цин) Пу И (Верховный правитель в 1932—1934 гг., император с 1934 г. до 1945 г.), имеющий девиз правления Кандэ.
Фактически Маньчжоу-Го контролировалось Японией и целиком следовало в русле её политики. В 1939 году вооружённые силы Маньчжоу-Го участвовали в боях на реке Халхин-Гол (в японской историографии — «Инцидент у Номонхана»). В ходе советско-японской войны Маньчжоу-Го прекратило существование. 19 августа 1945 года император Пу И был захвачен в здании аэропорта Фэнтяня десантниками Красной Армии. В 1949 году территория Маньчжоу-Го вошла в состав КНР.

## История
Сокрушив империю Мин, племена маньчжуров в XVII веке присоединили Китай к ранее созданной ими империи Цин. Однако их историческая родина, Маньчжурия, не была полностью интегрирована с Китаем, вошедшим в состав империи Цин, сохраняя юридические и этнические отличия.
Прогрессирующее ослабление Цинской империи в XIX веке вызвало отделение части окраин и усиление соперничающих друг с другом великих держав. Россия высказала значительный интерес к северным территориям, часть которых не входила в состав Цинской Империи, но на которые она претендовала. В 1860 году по Пекинскому трактату Россия получила контроль над этими территориями, называемыми в Китае Внешней Маньчжурией (современные Приморский край, Амурская область, юг Хабаровского края и Еврейская автономная область). Однако дальнейшее ослабление цинского правительства привело к усилению России также и в самой империи Цин — во Внутренней Маньчжурии, где была построена КВЖД, проходившая по маршруту Харбин — Владивосток. Российское правительство рассматривало проект «Желтороссии», основой которой должна была стать полоса отчуждения КВЖД, формирование нового казачьего войска и русские колонисты.
Столкновение российских и японских интересов привело к русско-японской войне 1904—1905 годов, по итогам которой российское влияние в Маньчжурии было заменено японским. В период между 1905 и 1925 годами Япония значительно усилила своё влияние во Внутренней Маньчжурии, опираясь на экономические рычаги.
Во время российской гражданской войны 1917—1921 годов Япония воспользовалась ослаблением России и оккупировала Внешнюю Маньчжурию. Маньчжурия стала ареной борьбы между Россией, Японией и Китаем.
Между Советской Россией и Японией была образована буферная Дальневосточная республика, однако дальнейшее усиление большевистского режима и разногласия западных держав с Японией привели к выводу оккупационных войск в 1922—1925 гг. и восстановлению российской юрисдикции.
Начиная с 1925 года Китай начинает противодействовать усилению японского влияния на континенте. Во время гражданской войны в бывшей империи Цин командующий фэнтяньской кликой генерал Чжан Цзолинь захватил Внутреннюю Маньчжурию при помощи японцев, однако в 1928 году был ликвидирован. В 1931 году японцы в ходе Мукденского инцидента вторглись в Маньчжурию и пригласили последнего цинского императора Пу И восстановить маньчжурское государство.
1 марта 1932 года по решению Всеманьчжурской ассамблеи было образовано Государство Маньчжурия, тогда же признанное Японией. Новое государство немедленно стало ареной битвы между японцами и китайскими вооружёнными формированиями, что продолжалось в течение нескольких последующих лет.
Пу И, первоначально назначенный Главой Государства — Верховным правителем (вступил в должность 9 марта 1932 года), через два года был объявлен императором. Девизом его правления стало «Кандэ» (康德), или «Спокойствие и добродетель». 1 марта 1934 года Маньчжоу-Го было объявлено Великой Маньчжурской империей (Маньчжоу-ди-го). Благодаря японским инвестициям и богатым природным ресурсам прошла индустриализация Маньчжурии.
Маньчжоу-Го использовалось Японией как плацдарм для нападения на Китай. Летом 1939 года территориальные споры Маньчжурии с Монгольской Народной Республикой привели к столкновениям у Халхин-гола между советско-монгольскими и японо-маньчжурскими войсками.
8 августа 1945 СССР во исполнение решений Ялтинской конференции объявил Японии войну и атаковал Маньчжоу-Го с территории Внешней Монголии и бывшей Внешней Маньчжурии. Император Пу И пытался прорваться к японцам, с тем чтобы впоследствии сдаться американской армии, однако был арестован советскими войсками и выдан китайскому коммунистическому правительству.
В период 1945—1946 гг. Маньчжурия находилась под советской оккупацией. После вывода советских войск часть Маньчжурии была занята коммунистами Северного Китая; она стала базой Народно-освободительной армии Китая в борьбе с Гоминьданом.

## Дипломатическое признание
Лига Наций отказалась признавать Маньчжоу-Го, что привело Японию к выходу из этой организации в 1933 году. В то же время Маньчжоу-Го было признано 23 из 80 существовавших на тот момент государств мира. Дипломатические отношения были установлены с СССР (де-факто 23 марта 1935; де-юре 13 апреля 1941), Германией, Италией, Испанией, позже — режимом Виши во Франции. В частности, государство признали:
- Япония — 16 сентября 1932 года
- Сальвадор — 3 марта 1934 года
- Ватикан — 18 апреля 1934 года (де-факто)
- Италия — 29 ноября 1937 года
- Испания — 2 декабря 1937 года
- Германия — 12 мая 1938 года
- Венгрия — 9 января 1939 года
- Словакия — 1 июня 1940 года
- Франция — 12 июля 1940 года
- Китай — 30 ноября 1940 года
- Румыния — 1 декабря 1940 года
- СССР — 23 марта 1935 года (де-факто); 13 апреля 1941 года (де-юре)
- Болгария — 10 мая 1941 года
- Финляндия — 18 июля 1941 года
- Хорватия — 2 августа 1941 года
- Таиланд — 5 августа 1941 года
- Дания — август 1941 года
- Филиппины — 1943 год

Консульства СССР были в городе Маньчжурия, Синьцзине, а также было Генеральное консульство СССР в Харбине. Консульства Маньчжоу-Го в СССР с 1933 располагались в Чите, Москве и Благовещенске.

## Политика
Историки часто рассматривают Маньчжоу-Го как марионеточное государство. В Китае это государство обычно именуется «Вэй Маньчжоу-Го» (фальшивое государство Маньчжурия), хотя оно имело преемственность от государства маньчжуров, давшего происхождение империи Цин.
1 марта 1934 года Маньчжурия была объявлена монархией. Император правил, опираясь на Тайный Совет и Государственный Совет. Именно Госсовет являлся центром политической власти. Он состоял из нескольких министров, при каждом из них находился японский заместитель министра.
Маньчжоу-Го имела государственные символы: флаг, герб, а также гимн.
Командующий Квантунской армией одновременно являлся и японским послом в Маньчжоу-Го и имел право вето на решения императора Маньчжоу-Го. С 1932 по 1945 на этом посту друг друга сменили 6 человек:
1. Нобуёси Муто (8 августа 1932 — 25 июля 1933)
2. Такаси Хисикари (29 июля 1933 — 10 декабря 1934)
3. Дзиро Минами (10 декабря 1934 — 6 марта 1936)
4. Кэнкити Уэда (6 марта 1936 — 7 сентября 1939)
5. Ёсидзиро Умэдзу (7 сентября 1939 — 18 июля 1944)
6. Отодзо Ямада (18 июля 1944 — 11 августа 1945).

В государстве существовало Законодательное Собрание, чья роль фактически сводилась к формальному одобрению решений Госсовета. Единственной разрешённой политической партией являлось финансируемое правительством Общество Согласия; кроме него, собственные политические движения было разрешено организовать нескольким эмигрантским группам, в частности, русским эмигрантам (см., например, Российская фашистская партия, Бюро по делам российских эмигрантов в Маньчжурской империи).

## Идеология
Японцы создавали Маньчжоу-Го в рамках концепции великой восточноазиатской сферы сопроцветания, в которой азиатские народы могли бы динамично развиваться под руководством Японии в противовес доминированию западных держав. Маньчжоу-Го должно было стать первым паназиатским государством с официальными пятью расами (китайцы, монголы, маньчжуры, корейцы и японцы). При этом основой идеологии оставалось конфуцианство.
Эта концепция вызывала энтузиазм у многих японских интеллектуалов. Выпускники университетов в Японии отправлялись работать чиновниками в Маньчжоу-Го с верой в то, что они смогут строить новое общество и проводить реформаторскую политику, невозможную на тот момент в самой Японии. При этом идея о том, что китайцы являются в новом государстве лишь одной из «пяти рас», не вызывала сочувствия у китайского большинства.

### Общество Согласия
Ключевую роль в Маньчжоу-Го играло Общество Согласия. Его название объясняется выдвинутой японцами паназиатской концепцией «согласия народов», предполагавшей самоопределение различных азиатских народов по образцу советской модели «союза народов». Вместе с тем предполагалось сосуществование различных национальностей строго в рамках единого централизованного государства, что могло бы помочь избежать возможного ослабления. Общество Согласия предполагало самоорганизацию в рамках отдельных общин для разных национальностей; в нём были представлены монголы, маньчжуры, корейцы, японцы, мусульмане, русские эмигранты и китайское большинство. При этом для организации была характерна опора на традиционных для каждой общины религиозных лидеров.
Общество задумывалось как основная политическая сила Маньчжоу-Го, призванная заменить в этом качестве Квантунскую армию. Однако на деле Общество Согласия превратилось в идеологический инструмент в руках японских военных. В середине 30-х годов руководство Квантунской армии приказало обществу провести чистку своих лидеров, обвинённых в левых симпатиях. После чистки организация стала, фактически, ничем не отличаться от своих прародителей — фашистских партий Европы того времени, стоящих на позициях антикоммунизма и корпоративизма, и была преобразована для мобилизационных целей.
В общество были включены все госслужащие, вплоть до учителей, и все важные фигуры общества. Учащаяся молодёжь в возрасте от 16 до 19 лет, начиная с 1937 года, автоматически зачислялась в организацию. К 1943 в обществе состояло до 10 % населения Маньчжурии.
Хотя формально в Маньчжоу-Го и не устанавливалась однопартийная система, фактически единственной разрешённой политической партией являлось Общество Согласия. Исключением из этого правила являлись различные политические движения проживавших в Маньчжурии иммигрантов.

## Вооружённые силы
Ключевую роль в создании и дальнейшей жизни Маньчжоу-Го играла Квантунская армия — японская группа армий на Дальнем Востоке. Решение о захвате Маньчжурии в 1932 году было принято командованием Квантунской армией самовольно, без согласования с парламентом Японии.
В дальнейшем командующий Квантунской армией одновременно занимал пост посла Японии, и имел право вето на решения императора Пу И. 
Квантунская армия сформировала и обучила Маньчжурскую императорскую армию. Её ядром являлась Северо-Восточная армия генерала Чжана Сюэляна численностью до 160 тыс. чел. Основной проблемой этих войск являлось низкое качество личного состава; многие имели слабую подготовку, в армии насчитывалось большое количество лиц с зависимостью от опиума. Маньчжурские войска были склонны к дезертирству. Так, в августе 1932 года 2000 военнослужащих дезертировали из гарнизона Вукумихо, а 7-я кавалерийская бригада подняла мятеж. Все эти силы присоединились к китайским партизанам, сражавшимся с японцами.
В феврале 1933 года из этнических маньчжуров была сформирована Императорская гвардия Маньчжоу-Го, которая должна была нести гарнизонную службу в столице и охранять императора Пу И.
У Маньчжоу-го имелся собственный флот.

## Демография
По состоянию на 1934 год, население Маньчжоу-Го составляло 30 млн 880 тыс. чел. В среднем на одну семью приходилось 6,1 человека, соотношение мужчин к женщинам 1,22 к 1. Население состояло из 29 млн 510 тыс. китайцев и маньчжур, 590 тыс. 796 японцев, 680 тыс. корейцев, 98 тыс. 431 представителей прочих национальностей. 80 % населения проживало в деревнях.
За время существования Маньчжоу-Го население этой территории увеличилось на 18 миллионов человек. Впрочем, правительственная статистика Маньчжоу-Го и японские источники дают отличные друг от друга оценки с разницей в десятки процентов по ряду провинций.
В стране имелась русская община, состоявшая как из белых эмигрантов, так и людей, приехавших до 1917 года. Лишь меньшая часть из них имела гражданство Маньчжоу-Го. При этом русские иммигранты (в отличие от граждан западных государств) не находились под защитой посольства, что создавало почву для злоупотреблений, в т.ч. из-за враждебного отношения японских колонистов. Китайские источники имели тенденцию описывать русских как воров и проституток, а также злорадствовать по поводу низкого жизненного уровня части русской общины, игнорируя заметный вклад русских иммигрантов в общественное развитие. Среди жертв бесчеловечных опытов Отряда 731 было значительное число выходцев из России.
В 1934 году Япония рассматривала «план Фугу» по привлечению в Маньчжоу-Го от 18 до 600 тыс. евреев. Этот план возник в то время, когда СССР приступил к образованию на части территории бывшей Внешней Маньчжурии Еврейской автономной области (образована в 1934 году). В 1938 году план вызвал ожесточённые дебаты на конференции кабинета министров. В 1941 году реализация плана была полностью прекращена.
В Японии практически отсутствовало еврейское население, и «план Фугу» появился под влиянием наивных представлений о евреях, как о людях с большими финансовыми возможностями, способных превратить Маньчжоу-Го в «доходную колонию». Этот план фактически так и не был реализован, количество еврейских беженцев, прибывших из Европы в Японию и подконтрольные ей территории, составило всего несколько тысяч человек. К разочарованию японцев, большинство евреев бежали из Европы буквально с пустыми руками.
Одним из направлений политики японских властей было привлечение в Маньчжурию японских поселенцев. В 1932 году насчитывалось, по крайней мере, 100 тыс. японских крестьян. Другие источники упоминают 590 796 чел. японской национальности. Японское правительство имело планы по переселению за период 1936—1956 годов до 5 миллионов человек. За 1938—1942 годы в Маньчжоу-Го прибыло до 200 тыс. молодых японских поселенцев, однако впоследствии Япония потеряла контроль над Жёлтым морем, и миграция остановилась.
После того, как Советская Армия в 1945 году в ходе Маньчжурской операции заняла Маньчжоу-Го, СССР арестовал 850 тыс. японских поселенцев. За исключением некоторых военнослужащих и чиновников, все они в 1946—1947 были репатриированы в Японию. Часть детей в неразберихе были оставлены и затем усыновлены китайскими семьями. Многие из них подверглись репрессиям во время «культурной революции». В 1980-х годах Япония инициировала программу их репатриации.

## Экономика
Основой экономики стали разработанные японскими властями пятилетние планы (первый на 1937—1941 годы, второй на 1942—1946 годы), которые предусматривали увеличение производства материалов, экспортируемых в метрополию (стали, эфирного масла, алюминия и др.). Оба плана не были выполнены, но значение Маньчжоу-го для метрополии было огромным: в 1944 году на колонию приходилось (по сравнению с производством в Японии) 228 % добычи железной руды, 52 % — каменного угля, 85 % выплавки чугуна.

### Угольная промышленность
В 1933 году была создана Японо-Маньчжурская каменноугольная компания, а добыча угля в 1932—1944 годах возросла в 3,6 раз (25,6 млн тонн).

### Металлургия
В Маньчжоу-Го действовали два крупных металлургических предприятия: Аньшанский завод, на котором производство чугуна выросло в 1931—1943 годах с 276 тонн до 1,3 млн тонн, и завод в Бэньси, который увеличил выплавку чугуна за 1931—1944 годы с 65 тыс. тонн до 370 тыс. тонн.

### Машиностроение
Машиностроение Маньчжоу-Го было представлено Маньчжурским заводом по производству подшипников, Далянским железнодорожным заводом, Маньчжурским заводом транспортных средств.

### Химическая промышленность
Нехватка нефти вынудила Токио начать строительство в 1936 году Фушуньского завода по сжижению угля, он был запущен в 1939 году а также аналогичное предприятие в Сыпине.

### Денежная единица
Денежная единица — юань (1 юань = 10 цзяо = 100 фыням = 1000 ли)

## Спорт
Император маньчжуров Пу И, воспитанный в западном духе, любил спорт и поручил создать национальные сборные по популярным его видам. Сборная Маньчжоу-Го по футболу не была принята в ФИФА по политическим причинам и не имела права выступать на чемпионатах мира. Планировалось участие сборной на Дальневосточных играх 1938 года, однако они были отменены из-за начала годом ранее Японо-китайской войны. Самой успешной сборной маньчжуров является волейбольная, она завоевала золото Восточноазиатских игр в 1942 году.

## Комментарии
1. ↑  В 1905—1945 годах Корея входила в состав Японской империи